# Rolandas Bučinskas
Rolandas Bučinskas (rusky Роландас Бучинскас, * 10. března 1961, Tauragė, Litevská SSR, SSSR) je bývalý sovětský a litevský kulturista, několikanásobný mistr Litvy (1986, 1988, 1995, 1997), vicemistr SSSR (1988), mistr Evropy. V roce 1989 obdržel titul Mistr sportu SSSR. Od roku 1998 bydlí v USA, kde pracuje jako osobní trenér.